# マルイト難波ビル
マルイト難波ビル（マルイトなんばビル）は、大阪市浪速区湊町に位置する超高層ビル。

## 概要
旧国鉄湊町駅（現JR難波駅）貨物ヤード跡地の再開発「ルネッサなんば」地区において、マルイトによって開発されたオフィス、ホテル、商業の複合ビルである。
JR難波駅、大阪シティエアターミナルと地下で直結している。
2009年（平成21年）竣工、高さ144mで、浪速区内では、なんばパークスのザ・なんばタワー（2007年竣工、高さ155.7m）及びパークスタワー（2003年竣工、高さ149.65m）についで高い超高層ビルである。

## 入居者
ホテル（21～31階）
- ホテルモントレ グラスミア大阪

オフィス（7～20階）
- マルイト 本社
- 淺沼組 本社・大阪本店[5]
- アプラス 本社[6]
- スタイレム瀧定大阪 本社[7]

店舗（地下1階～3階）
- ジュンク堂書店 難波店（3F）
- DCM（旧・DCMダイキ）なんば店[8]
- ライフ セントラルスクエアなんば店[9]